# Mała (rzeka)
Mała (hist. Wierzbna) – struga, prawobrzeżny dopływ Jeziorki o długości 16 km. Aktualnie ma początek we wsi Krzaki Czaplinkowskie. Historycznie początek brała w rozległych torfowiskach zlokalizowane w środkowej części doliny. Nieomal na całej długości rzeki melioranci zmienili ją w prosto biegnący kanał. Jedynym fragmentem, gdzie współcześnie można obserwować naturalne, meandrujące koryto Małej jest jej odcinek ujściowy w Parku Zdrojowym w Konstancinie-Jeziornie. Dolina rzeki Małej leży niemal w całości na terenie Chojnowskiego Parku Krajobrazowego
Warto prześledzić historię tej niepozornej rzeczki, która dla wielu – także mieszkańców Konstancina – jest tylko rowem lub co najwyżej „smródką”. Paweł Komosa, lokalny historyk z Konstancina i autor portalu Okolice Konstancina, prześledził losy Małej/Wierzbnej i opisał je w artykule: „Rzeczka tajemnic” Najstarszy zapis świadczący o jej istnieniu sięga panowania Władysława Jagiełły, stanowiąc wypis z Metryki Księstwa Mazowieckiego, zachowany w dokumentach granicznych dóbr oborskich sporządzonych w XVIII wieku. Zgodnie z nimi, w 1428 r. zapisano, iż włości panów na Oborach, rycerzy rodu Pierzchała „sua divisione incipiendo a Wierzbna” [7], czyli początek swego podziału swój biorą od rzeczki Wierzbnej. Wymienia ją więc już najstarszy rozdział dóbr potomków Stanisława z Cieciszewa, którzy podzieli swe ziemie dając początek rodom Cieciszewskich z Cieciszewa i Oborskich z Obór.
Rzeka Mała posiada 4 dopływy (prawdopodobnie stare kanały melioracyjne): Dopływ spod Jastrzębia (prawobrzeżny, na 3,3 km rzeki), Dopływ spod Kawęczynka (lewobrzeżny, na 4,4 km rzeki), Dopływ spod Dworskiej (lewobrzeżny, na 11,8 km rzeki), Dopływ spod Mikówca (lewobrzeżny, na 13,6 km rzeki).
Jak pisze Lechosław Herz w swoim przewodniku Chojnowski Park Krajobrazowy „Mimo swojej niepozorności odgrywa istotną rolę w przyrodniczym krajobrazie Parku. W okolicach Baniochy przepływa przez cenne pod względem florystycznym śródleśne łąki koło Baniochy i malownicze, rozległe Łąki Soleckie (obszar Natura 2000). Miąższość osadów organicznych – torfowych i mułowa-torfowych – wypełniających w tym odcinku jej dolinę przekracza miejscami 6 metrów. Stanowią one zapis geologicznej historii terenu mniej więcej od środkowej fazy tzw. zlodowacenia Wisły. Na podwarszawskim Mazowszu jest to sytuacja unikatowa.”
Pomimo degradacji naturalnego przebiegu z powodu wieloletnich, rozpoczętych prawdopodobnie jeszcze w XVIII wieku prac melioracyjnych, rzeka Mała zachowała w kilku miejscach stopniowo renaturyzujące się ekosystemy: bagna, rozlewiska, tereny wodno-błotne. Najcenniejsze występują w środkowej części doliny (8 – 12 km rzeki, gdzie planowana jest ochrona w postaci użytku ekologicznego), na obszarze Natura 2000 Łąki Soleckie (PLH140055) (5 – 8 km rzeki) oraz w Rozlewisku i podmokłej Wielkiej Łące pomiędzy wsią Solec i uzdrowiskiem Konstancin-Jeziorna (3 – 5 km rzeki).
W środkowej części doliny rzeki planowany jest użytek ekologiczny „Dolina Rzeki Małej”. Jego powołanie oczekiwane jest na 2022 rok i był on zaplanowany w Planie Urządzenia Lasu Nadleśnictwa Chojnów na lata 2018–2027. Aktualnie uchwała o jego powołaniu oczekuje na zatwierdzenie przez Rady Gminy Piaseczna oraz Góry Kalwarii, na których terenie zlokalizowany jest użytek. Będzie to największy użytek ekologiczny w województwie mazowieckim. Użytek obejmuje cenne przyrodniczo i krajobrazowo tereny wodno-błotne położone wzdłuż rzeki Małej. Na terenie użytku występuje szereg cennych gatunków roślin i zwierząt w tym: goździk pyszny, listeria jajowata czy storczyki z rodzaju Kukułka ssp. Na przedmiotowym terenie występują cenne siedliska przyrodnicze 91EO niżowy łęg jesionowo-olszowy. Ponadto występują murawy zalewowe i szuwary jako roślinność towarzysząca łęgom. Istotnym elementem są także siedliska nieleśne Łąk Banioskich gdzie dominują zbiorowiska szuwarowe związku Magnocarcion, reprezentowane przez zespół turzycy zaostrzonej, turzycy błotnej oraz kosaćca żółtego. W miejscach z wyższym poziomem wody wytworzyły się szuwary właściwe, szuwar manny oraz szuwar trzcinowy. Krajobraz środkowej części doliny oraz stosunki wodne znacząco kształtuje liczne występujący Bóbr europejski.
Chroniony obszar Natura 2000 Łąki Soleckie obejmuje 3-kilometrowy odcinek doliny i otaczających ją łąk. Przedmiotem ochorny na tym terenie są: zmiennowilgotne łąki trzęślicowe, niżowe i górskie świeże łąki użytkowane ekstensywnie, czerwończyk nieparek, modraszek telejus, modraszek nausitous, poczwarówka zwężona, poczwarówka jajowata. Postępująca antropopresja oraz zabudowa ze strony położonej na wysokości łąk wsi Solec powoduje rosnące zagrożenie dla tego obszaru.
Rozlewisko oraz podmokła Wielka Łąka to najmniejszy obszarowo, ale równie ciekawy obszar do objęcia potencjalną ochroną. Tutaj z kolei zagrożeniem dla naturalizacji są powracające co kilka lat tzw. prace utrzymaniowe, które są wykonywane na większości mały rzek w Polsce w sposób przestarzały i niezgodnie z katalogiem dobrych praktyk opublikowanym w kwietniu 2018 roku przez Ministerstwo Środowiska Jaskrawym przykładem nieprawidłowo wykonanych prac utrzymaniowych była dewastacja Rozlewiska rzeki Małej w 2020 roku opisana w kilku reportażach: m.in. „Mała, rzeka która chciała być dzika”, „Apokalipsa Małej” czy „Kiedy po cichu umiera mała rzeka, jesteśmy bliżej końca świata. Reportaż o ważnych rzeczkach.”
W dolinie rzeki Małej, jak i całym Chojnowskim Parku Krajobrazowym stwierdzono występowanie ok. 100 gatunków ptaków oraz kilkudziesięciu gatunków gadów, płazów i ssaków, m.in. gatunki chronione takie jak 6 gatunków dzięciołów: dzięcioł czarny, dzięcioł duży, dzięcioł średni, dzięcioł zielonosiwy, dzięcioł zielony, dzięciołek, ale też bąk, bażant zwyczajny, czapla biała, czapla siwa, żuraw, drapieżne bielik czy kania czarna; płazy jak żaba moczarowa czy kumak nizinny. Spośród ssaków spotkać można: borsuka europejskiego, lisa, łosia, sarny, piżmaka, wydry czy kuny leśne.
Wzdłuż rzeki nie prowadzi szlak turystyczny, ale kilka szlaków przecina rzekę: czerwony szlak pod Ługówką, szlak niebieski koło Czarnowa oraz ścieżki w Parku Zdrojowym w Konstancinie-Jeziornie.